# 苏庄镇
苏庄镇，是中华人民共和国浙江省衢州市开化县下辖的一个乡镇级行政单位。

## 行政区划
苏庄镇下辖以下地区：
苏庄村、唐头村、高坑村、溪西村、余村、横中村、方坡村、古田村、毛坦村、富户村和茗富村。